# Escola Catalana de l'Esport
L'Escola Catalana de l'Esport és un organisme que depèn del Consell Català de l'Esport, adscrit a la Secretaria General de l'Esport i de l'Activitat Física (Departament de presidència de la Generalitat de Catalunya). Va ser creat l'any 1982 amb l'objectiu de regular i homogeneïtzar la Formació de Tècnics d'Esport a Catalunya.
Les competències principals segons la legislació vigent de l'Escola Catalana de l'Esport són:
- Impartir i autoritzar els ensenyaments i la formació esportiva (com a centre docent de la Generalitat de Catalunya), sens perjudici de les competències que disposa el Departament d'Educació en matèria d'ensenyaments reglats.[3]
- Regular la formació i les titulacions dels tècnics i especialistes de les activitats físiques i/o esportives, preventives, de recuperació i físicoespecials.[4]
- L'adscripció del Registre Oficial de Professionals de l'Esport (ROPEC).[5]

Com a centre de formació l'Escola Catalana de l'Esport desenvolupa: la formació de tècnic d'esport, imparteix els ensenyaments esportius de les modalitats esportives regulades dins del sistema educatiu (a Esplugues de Llobregat, a la Caparrella-Lleida i a Montjuïc), i promou activitats de formació de l'àmbit de les activitats físiques, esportives i especials.

## Dades
- Acrònim: ECE
- Tipus: Organisme de la Generalitat de Catalunya
- Àmbit: Esports
- Any de creació: 1982
- Seu: Carrer Sant Mateu, 27-37. 08950 Esplugues de Llobregat
- Gerent/Directora: Gemma Vilaró Mendiola (2012-)[6]
- Part de: Consell Català de l'Esport